# Carolina Panthers 2010
La stagione 2010 dei Carolina Panthers è stata la 16ª della franchigia nella National Football League, la nona con John Fox come capo-allenatore. La squadra concluse col peggior record della NFL, 2-14, e a fine anno, il contratto di Fox e di tutto il suo staff non furono rinnovati.

## Scelte nel Draft 2010
| 1 | 17 | 17  | Scambiata coi San Francisco 49ers | Scambiata coi San Francisco 49ers | Scambiata coi San Francisco 49ers | Scambiata coi San Francisco 49ers | Scambiata coi San Francisco 49ers                | Scambiata coi San Francisco 49ers | Scambiata coi San Francisco 49ers |
| 2 | 16 | 48  | Jimmy Clausen                     | Quarterback                       | Notre Dame                        |                                   |                                                  |                                   |                                   |
| 3 | 14 | 78  | Brandon LaFell                    | Wide Receiver                     | LSU                               |                                   |                                                  |                                   |                                   |
| 3 | 25 | 89  | Armanti Edwards                   | Wide Receiver                     | Appalachian State                 |                                   | Dagli Arizona Cardinals via New York Jets        |                                   |                                   |
| 4 | 26 | 124 | Eric Norwood                      | Linebacker                        | South Carolina                    |                                   | Dagli Arizona Cardinals via New England Patriots |                                   |                                   |
| 5 | 13 | 144 | Scambiata coi Kansas City Chiefs  | Scambiata coi Kansas City Chiefs  | Scambiata coi Kansas City Chiefs  | Scambiata coi Kansas City Chiefs  | Scambiata coi Kansas City Chiefs                 | Scambiata coi Kansas City Chiefs  | Scambiata coi Kansas City Chiefs  |
| 6 | 6  | 175 | Greg Hardy                        | Defensive End                     | Mississippi                       |                                   | Dagli Oakland Raiders                            |                                   |                                   |
| 6 | 17 | 187 | Scambiata coi Cleveland Browns    | Scambiata coi Cleveland Browns    | Scambiata coi Cleveland Browns    | Scambiata coi Cleveland Browns    | Scambiata coi Cleveland Browns                   | Scambiata coi Cleveland Browns    | Scambiata coi Cleveland Browns    |
| 6 | 29 | 175 | David Gettis                      | Wide receiver                     | Baylor                            |                                   | Dai New York Jets                                |                                   |                                   |
| 6 | 33 | 202 | Jordan Pugh                       | Defensive back                    | Texas A&M                         |                                   | Scelta compensatoria                             |                                   |                                   |
| 6 | 35 | 204 | Tony Pike                         | Quarterback                       | Cincinnati                        |                                   | Scelta compensatoria                             |                                   |                                   |
| 7 | 16 | 223 | R.J. Stanford                     | Defensive back                    | Utah                              |                                   |                                                  |                                   |                                   |
| 7 | 42 | 249 | Robert McClain                    | Defensive back                    | Connecticut                       |                                   | Scelta compensatoria                             |                                   |                                   |

## Calendario

### Stagione regolare
| Turno                                                         | Data               | Ora                | Avversario              | Risultato          | Risultato          | Stadio                   | TV                 | Tabellino          |
| Turno                                                         | Data               | Ora                | Avversario              | Punteggio          | Record             | Stadio                   | TV                 | Tabellino          |
| ------------------------------------------------------------- | ------------------ | ------------------ | ----------------------- | ------------------ | ------------------ | ------------------------ | ------------------ | ------------------ |
| 1                                                             | 12/9               | 1:00 p.m. EDT      | at New York Giants      | S 31–18            | 0–1                | New Meadowlands Stadium  | Fox                | Recap              |
| 2                                                             | 19/9               | 1:00 p.m. EDT      | Tampa Bay Buccaneers    | S 20–7             | 0–2                | Bank of America Stadium  | Fox                | Recap              |
| 3                                                             | 26/9               | 1:00 p.m. EDT      | Cincinnati Bengals      | S 20–7             | 0–3                | Bank of America Stadium  | CBS                | Recap              |
| 4                                                             | 3/10               | 1:00 p.m. EDT      | at New Orleans Saints   | S 16–14            | 0–4                | Louisiana Superdome      | Fox                | Recap              |
| 5                                                             | 10/10              | 1:00 p.m. EDT      | Chicago Bears           | S 23–6             | 0–5                | Bank of America Stadium  | Fox                | Recap              |
| 6                                                             | Settimana di pausa | Settimana di pausa | Settimana di pausa      | Settimana di pausa | Settimana di pausa | Settimana di pausa       | Settimana di pausa | Settimana di pausa |
| 7                                                             | 24/10              | 1:00 p.m. EDT      | San Francisco 49ers     | V 23–20            | 1–5                | Bank of America Stadium  | Fox                | Recap              |
| 8                                                             | 31/10              | 1:00 p.m. EDT      | at St. Louis Rams       | S 20–10            | 1–6                | Edward Jones Dome        | Fox                | Recap              |
| 9                                                             | 7/11               | 1:00 p.m. EST      | New Orleans Saints      | S 34–3             | 1–7                | Bank of America Stadium  | Fox                | Recap              |
| 10                                                            | 14/11              | 1:00 p.m. EST      | at Tampa Bay Buccaneers | S 31–16            | 1–8                | Raymond James Stadium    | Fox                | Recap              |
| 11                                                            | 21/11              | 1:00 p.m. EST      | Baltimore Ravens        | S 37–13            | 1–9                | Bank of America Stadium  | CBS                | Recap              |
| 12                                                            | 28/11              | 1:00 p.m. EST      | at Cleveland Browns     | S 24–23            | 1–10               | Cleveland Browns Stadium | Fox                | Recap              |
| 13                                                            | 5/12               | 4:15 p.m. EST      | at Seattle Seahawks     | S 31–14            | 1–11               | Qwest Field              | Fox                | Recap              |
| 14                                                            | 12/12              | 1:00 p.m. EST      | Atlanta Falcons         | S 31–10            | 1–12               | Bank of America Stadium  | Fox                | Recap              |
| 15                                                            | 19/12              | 1:00 p.m. EST      | Arizona Cardinals       | V 19–12            | 2–12               | Bank of America Stadium  | Fox                | Recap              |
| 16                                                            | 23/12              | 8:20 p.m. EST      | at Pittsburgh Steelers  | S 27–3             | 2–13               | Heinz Field              | NFLN               | Recap              |
| 17                                                            | 2/1                | 1:00 p.m. EST      | at Atlanta Falcons      | S 31–10            | 2–14               | Georgia Dome             | Fox                | Recap              |
| NOTA: gli avversari della propria division sono in grassetto. |                    |                    |                         |                    |                    |                          |                    |                    |